# Jean de Lastic
Jean de Lastic (Puy-de-Dôme, c. 1371 – 1454. május 19.) a Jeruzsálemi Szent János Ispotályos Lovagrend francia nagymestere volt.

## Élete
Apja Jean-Bompar de Lastic, anyja Hélis de Montsalés de Montcelles volt. Két testvére született: Alix és Etienne-Bompar. Antonio Fluvian de Riviere 1437-es halálát követően választották a johannita rend nagymesterének. Irányításával a lovagok kétszer is visszaverték a Mamlúk Birodalom támadóit, 1440-ben és 1444-ben. II. Mehmed oszmán szultán 1451-es hatalomra jutása és Konstantinápoly 1453-as eleste után felgyorsította az erődítési munkálatokat Rodoszon. A kereskedelmi kikötő bejáratát őrző tornyok egyikét róla nevezték el. Kísérleteket tette a rend által felhalmozott adósság rendezésére is. 1354-es halála után Jacques de Milly követte a tisztségben.